# UOB Plaza One
UOB Plaza One es un rascacielos de 66 plantas y 280 metros (919 pies) en Singapur, finalizado en 1992. El complejo cuenta con dos torres, UOB Plaza One y UOB Plaza Two. El primero es uno de los tres más altos rascacielos de la ciudad de Singapur, compartiendo el título con el OUB Centre y Republic Plaza, Su arquitectura se inspira en el U.S. Bank Tower. El segundo es relativamente más corto y más antiguo construido en 1973 y reconstruido en 1995 para tener la misma fachada que el edificio más nuevo y más alto. los dos edificios están conectados por un podio de 45 metros de largo sostenido por cuatro columnas. En el podio se encuentra la sala de operaciones de la sucursal principal del United Overseas Bank. El edificio fue inaugurado por el entonces Primer jefe de gobierno Lee Kuan Yew en 1995, eso es 60 años después de la fundación de United Overseas Bank. 
Hay dos esculturas en la planta baja, uno en la habitación "city room" diseñado por Salvador Dalí y el otro un ave, diseñado por Fernando Botero.

## Imágenes

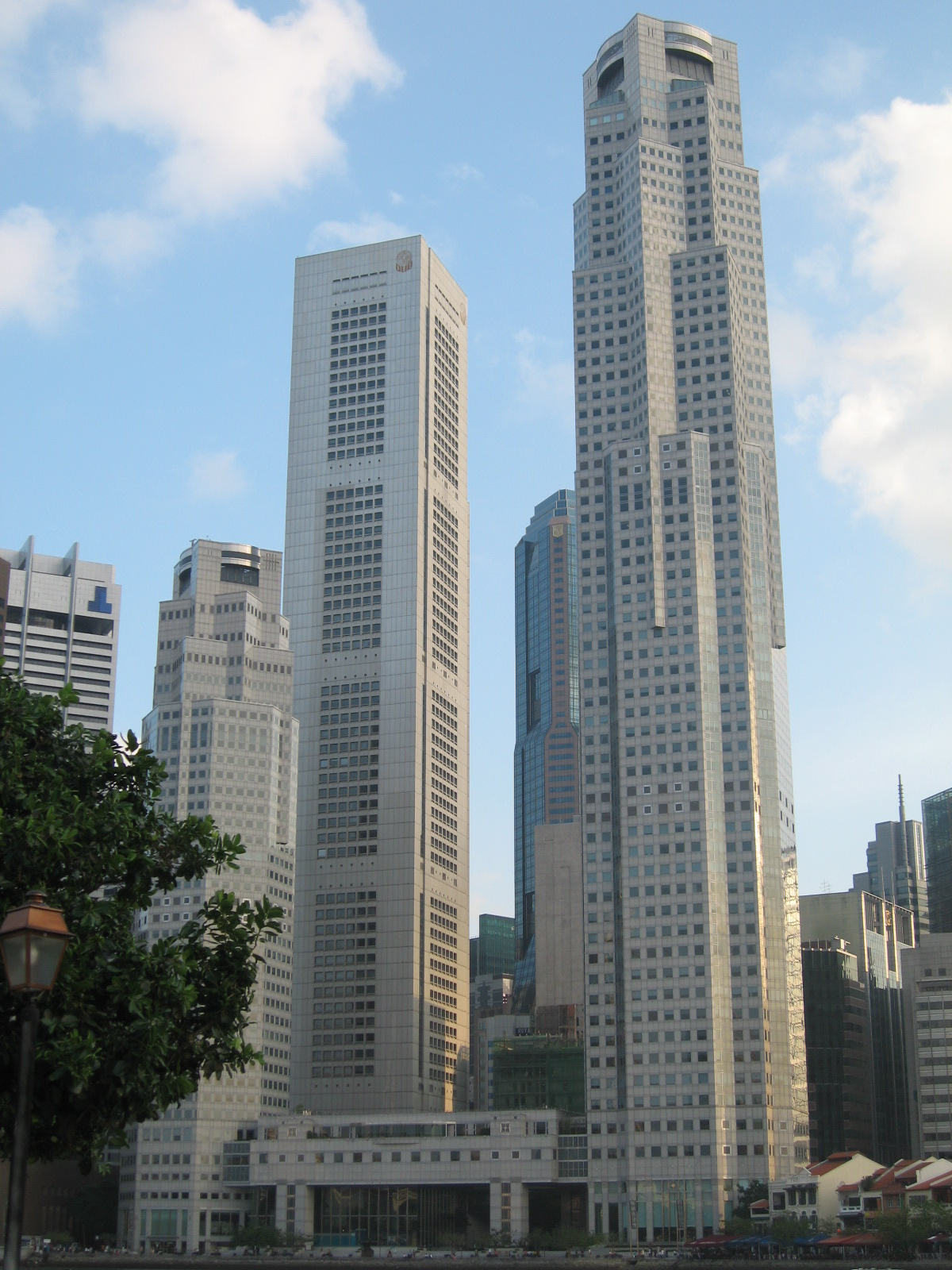
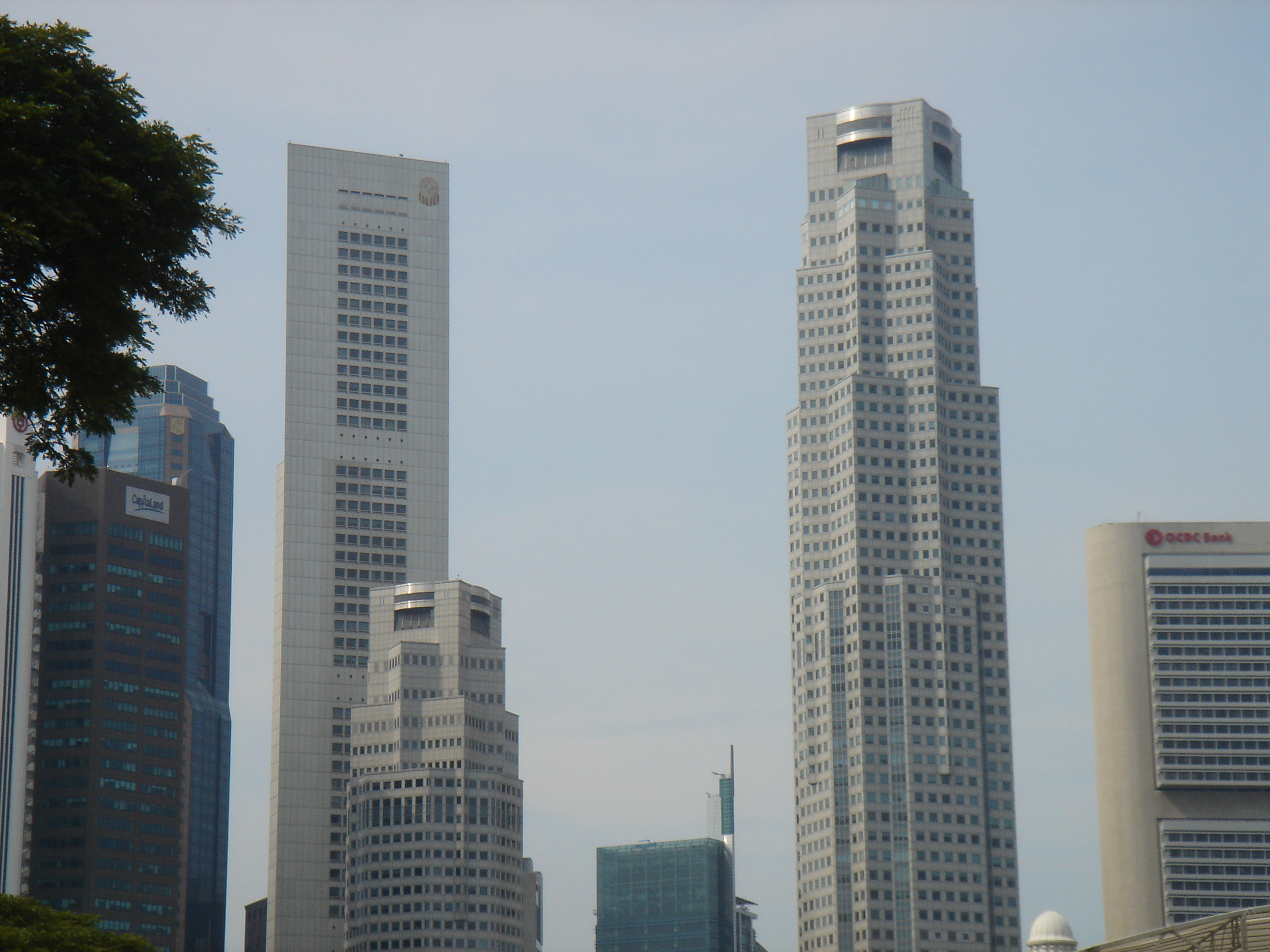
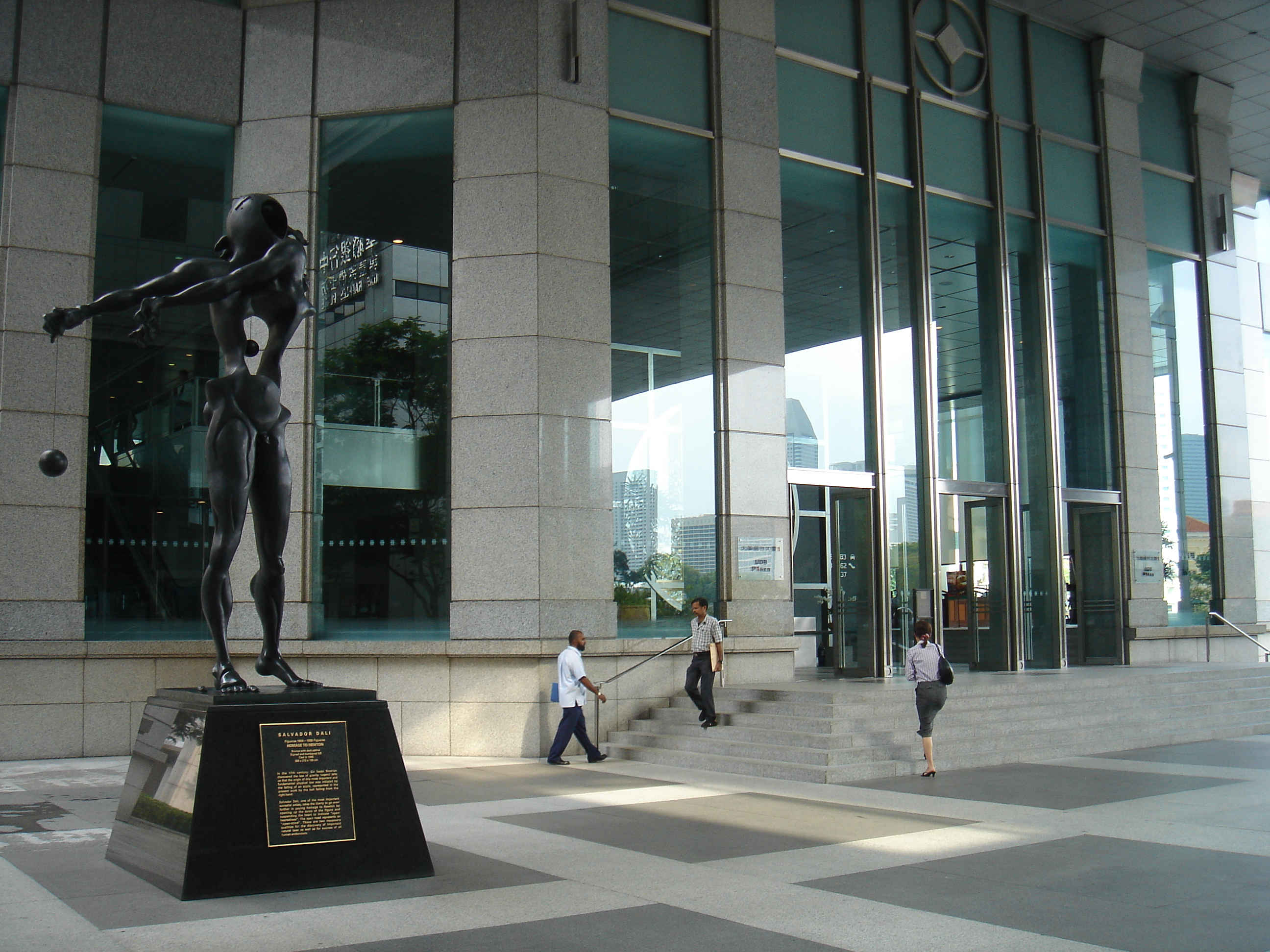